# Bandera de Vilanova de la Barca
La bandera oficial de Vilanova de la Barca té la següent descripció:
Bandera apaïsada, de proporcions dos d'alt per tres de llarg, verda, amb una faixa ondada blanca de cinc crestes de gruix 1/16 de l'alçària del drap, situada a 1/6 de la vora inferior del mateix drap. Al cantó, la barca blanca de l'escut, d'altura 1/3 de la del drap i d'amplada 1/3 també de la del drap.

## Història
Va ser aprovada el 29 de maig de 1995 i publicada en el DOGC el 12 de juny del mateix any amb el número 2061.